# A cincea pecete (film)
A cincea pecete (titlul original: în maghiară Az ötödik pecsét) este un film dramatic maghiar, realizat în 1976 de regizorul Zoltán Fábri, după romanul omonim al scriitorului Ferenc Sánta, protagoniști fiind actorii Lajos Őze, László Márkus, Ferenc Bencze, Sándor Horváth. 

## Rezumat
Atmosferă liniștită, mic-burgheză, într-o cârciumioară de la periferia orașului. Un grup de patru meseni, clienți permanenți ai cârciumei, discută despre mâncăruri bune, moarte, înviere și război. Prietenii se consolează cu faptul că fiind oameni obișnuiți, nu au puterea de a schimba nimic. Suntem în 1944, iar Al Doilea Război Mondial a făcut peste tot ravagii. Noaptea, vecinii dispar fără urmă, răpiți de poliția secretă. A doua zi, soarta lor ia o întorsătură totală: datorită trădării unui spion, ajung în închisoarea „arcașilor”, unde pot să dovedească în practică dacă sunt fideli propriilor principii. Dar oare ce este mai ușor: a muri cu onoare sau a trăi mai departe în umilință din responsabilitate față de ceilalți...

## Distribuție
- Lajos Őze – Miklós Gyuricza, ceasornicar
- László Márkus – László Király, librar
- Ferenc Bencze – Béla, cârciumar
- Sándor Horváth – János Kovács, tâmplar
- István Dégi – Károly Keszei, fotograf
- Zoltán Latinovits – „arcașul” civil
- Gábor Nagy – ofițerul „arcaș” tânăr
- György Bánffy – „arcașul” înalt
- József Vándor – Macák, „arcașul” bătăuș
- Noémi Apor – doamna Kovács (Kovácsné)
- Ildikó Pécsi – Irén, soția lui Béla
- Marianna Moór – Lucy, iubita lui Király
- Rita Békés – Erzsi, soția lui Király
- György Cserhalmi – deținutul comunist, muribund
- Gábor Kiss - gardianul
- Gabriella Kiss - fetița lui Gyuricza

## Premii și nominalizări
- 1977: Golden Prize la Festivalul de Film de la Moscova
- 1977: Nominalizat pentru Ursul de Aur la Festivalul de Film de la Berlin.[1]

## Titlul filmului
Titlul filmului face prin analogie referire la a cincea pecete (din cele șapte) din „Revelația, dezvăluirea lui Ioan” (Apocalipsa, [Biblia/NT/A/C6: 9-11]) care spune:
 9. Și când a deschis pecetea a cincea, am văzut, sub jertfelnic, sufletele celor înjunghiați pentru cuvântul lui Dumnezeu și pentru mărturia pe care au dat-o.
10. Și strigau cu glas mare și ziceau: Până când, Stăpâne sfinte și adevărate, nu vei judeca și nu vei răzbuna sângele nostru, față de cei ce locuiesc pe pământ?
11. Și fiecăruia dintre ei i s-a dat câte un veșmânt alb și li s-a spus ca să stea în tihnă, încă puțină vreme, până când vor împlini numărul și cei împreună-slujitori cu ei și frații lor, cei ce aveau să fie omorâți ca și ei.